# 莫松圍城戰
莫松圍城戰（法語：Siège de Mouzon），是于1653年法西战争期間在法國東部圍攻莫松要塞的一場戰鬥。此場戰鬥發生在蒂雷納子爵對入侵的西班牙軍隊進行機動防禦後不久，西班牙此時正對羅克魯瓦城鎮展開圍攻。
利奧波德·威廉統帥約3.4萬人的西班牙軍隊于1653年夏季開始從法蘭德斯地區入侵法國，並得到了孔代親王的幫助。法軍總指揮蒂雷納子爵因兵力僅有敵軍的三分之一多，於是選擇透過在數量龐大的敵軍附近進行大量的機動和反機動，使得敵軍無法獲得攻佔重要陣地的機會。當西班牙軍隊開始圍攻羅克魯瓦時，蒂雷納深知法軍的人數劣勢決定不進行解圍行動，而是透過攻佔莫松彌補其損失的戰略劣勢。
此地為默兹河上極具戰略地位的要塞，位於色當和斯坦奈之間。在經過十七天的圍攻後，法軍成功攻下了這座城市。根據約克公爵所說，由於他沒有任何工程師，蒂雷納子爵必須親自制定和監督圍城期間的所有攻城工程。

## 註腳
1. ↑  Decroos 1874，第212頁.
2. 1 2  Ramsey 1735，第122頁.
3. ↑  Longueville 1907，第2019頁.